# 和甸营站
和甸营站是昆明地铁4号线的地铁车站，位于中华人民共和国云南省昆明市官渡区彩云北路与联丰路交叉口南侧，于2020年9月23日开通。

## 车站结构
和甸营站位于彩云北路与联丰路交叉口南侧，沿彩云北路路南设置，呈东西走向，为地下两层岛式站台车站，车站长273.6米，标准段宽21.7米，车站地下一层为站厅层，地下二层为站台层，站台设置全高站台门。车站东侧设有一条单渡线。
| 地面              | 出入口 | B、C1、C2出入口                                                                                               |
| 地下一层          | 站厅   | 客服中心、自动售票机、验票机                                                                                  |
| 地下二层          | 站台   | \| \| \| █ 4号线往金川路（菊华） \| \| 島式 · 開左邊车门 \| \| \| \| \| \| █ 4号线往昆明南火车站（牛街庄） \| |
|                   |        | █ 4号线往金川路（菊华）                                                                                       |
| 島式 · 開左邊车门 |        | |
|                   |        | █ 4号线往昆明南火车站（牛街庄）                                                                               |

## 出入口
和甸营站目前开放3个出入口，各出口及周围设施如下所示：
| 编号                  | 地点     | 建议前往的目的地 | 照片 |
| --------------------- | -------- | ---------------- | ---- |
| 出口 · B · 升降机标志 | 彩云北路 |                  |      |
| 出口 · C · 1          | 彩云北路 | 昆明平善骨科医院 |      |
| 出口 · C · 2          | 彩云北路 |                  |      |
| 註： 設有             |          |                  |      |

## 接驳交通

### 公交车
- 朱家村(彩云北路)：11路，108路，188路，K1路

## 车站历史
本站建设时期工程名为昆明东站，开通前确定以和甸营站作为车站正式名称。
- 2018年3月30日，车站主体结构封顶[2]。
- 2020年9月23日，车站随4号线通车开通[1]。